# Friendship, Maine
Friendship är en kommun i Knox County i delstaten Maine, USA.